# El aire de París
El aire de París (em francés, L'air de Paris) es una película dramática francesa de 1954 dirigida por Marcel Carné y protagonizada por Jean Gabin y Roland Lesaffre. Gabin ganó la Copa Volpi al mejor actor en el Festival de Venecia de 1954.

## Argumento
Un veterano ex boxeador que ahora dirige un gimnasio de entrenamiento con su esposa y ansía encontrar un joven talento y llevarlo a la cima. Está en el proceso de hacerlo, pero su esposa quiere que se retire. La indecisión y la debilidad del joven boxeador por las mujeres se ve agravada cuando se lía con Connie, una joven acaudalada que está dispuesta a dificultarle su carrera como boxeador.

## Reparto
- Jean Gabin como Victor Le Garrec
- Arletty como Blanche Le Garrec
- Roland Lesaffre como André Ménard
- Marie Daems como Corinne
- Folco Lulli como Angelo Posi
- Maria-Pia Casilio como Maria Posi
- Ave Ninchi como Angela Posi
- Jean Parédès como Jean-Marc
- Simone Paris como Chantal
- Maurice Sarfati como Jojo

## Premios y distinciones
Festival Internacional de Cine de Venecia
| Año  | Categoría                 | Galardonado | Resultado |
| ---- | ------------------------- | ----------- | --------- |
| 1954 | Copa Volpi al mejor actor | Jean Gabin  | Ganador   |